# Društvo hrvatskih književnika
Društvo hrvatskih književnika osnovano je u Zagrebu 22. travnja 1900. godine. 

## Povijest
Za vrijeme hrvatskog narodnog preporoda bilo je pokušaja književničkoga cehovskog udruživanja, ali je pravi početak osnivanje Društva umjetnosti u Zagrebu iz kojeg je 1897. godine osnovano Društvo hrvatskih umjetnika i u njemu nastaje ideja o samostalnom književničkom društvu, čiji je smisao zaštita zajedničkih interesa, unapređivanje hrvatske pisane riječi, te čuvanje i uzdizanje ugleda književničkog zanimanja i staleža. 
Član društva mogao je biti svatko, bez obzira na političku i vjersku pripadnost, ako je dvije godine objavljivao u novinama ili časopisu ili ako je tiskao knjigu. Društvo 1945. dobiva naziv Društvo književnika Hrvatske, a svoj izvorni naziv vratilo je 1990. godine. 
2002. godine je došlo do raskola u Društvu hrvatskih književnika i osnivanja zasebnog Hrvatskog društva pisaca. Prvi predsjednik novoosnovanog društva Velimir Visković nužnost odcjepljenja obrazlaže dominiranjem tvrde nacionalističke struje u DHK-u.

## Aktivnosti
Društvo hrvatskih književnika djeluje kroz svoju središnjicu u Zagrebu te ogranke.
- Istarski ogranak
- Južnohrvatski ogranak
- Ogranak Čakovec-Varaždin
- Ogranak Rijeka
- Ogranak Sisačko-moslavačke županije
- Ogranak Slavonsko-baranjsko-srijemski
- Splitski ogranak
- Ogranak u Zadru
- Podravsko-prigorski ogranak

Djelovalo je i kao nakladnik,a izdavač je časopisa "Kritika", "Republika", "Most" i "Lettre internationale". Organizatorom je književno-znanstvenog skupa Zagrebačkih književnih razgovora., a u njihovom se Klubu ovaj skup i održava.
Osim Republike i Mosta koji su opstali do danas, Društvo hrvatskih književnika objavljuje još tri publikacije: Književnost i dijete, Nova Istra i e-časopis za književnu kritiku Stav. Kroz nakladničku aktivnost objavljuje knjige u tri biblioteke: Mala knjižnica, Biblioteka ZKR (zagrebačkih književnih razgovora), te Ostala izdanja.
Uz organizaciju književnih tribina, nakladništvo i drugim književnim doprinosima, objavljuje i svoje godišnje književne natječaje: Nagrada Ksaver Šandor Gjalski, Nagrada Fonda Miroslav Krleža, Nagrada Tin Ujević, Nagrade Dana hrvatske knjige (Davidias, Judita, Slavić), Nagrada Fra Lucijan Kordić, Nagrada Zvane Črnja, Nagrada Anto Gardaš.

## Javni istupi DHK
Kad su vlasti naumile uvesti kategoriju regionalnog izjašnjavanja za popis stanovništva, DHK je 29. siječnja 1971. prosvjedovalo protiv takve odluke.
1. srpnja 1971. Društvo hrvatskih književnika odreklo se je Novosadskog dogovora., poduprijevši Maticu hrvatsku koja je to bila napravila nešto prije.

### DHK i Domovinski rat
Uprava Društva hrvatskih književnika (ondašnjeg "Društva književnika Hrvatske") u sastavu: predsjednik Nedjeljko Fabrio, potpredsjednici Milan Mirić i Josip Pavičić te uz članove Uprave koji su bili: Stjepan Čuić, Branimir Donat, Tomislav Durbešić, Vlado Gotovac, Hrvoje Hitrec, Dubravko Horvatić, Tomislav Ladan, Jozo Laušić, Branko Maleš, Slobodan Prosperov Novak, Ante Stamać i Antun Šoljan je 13. rujna 1989. pismom Udruženju književnika Srbije oštro reagirala na velikosrpske izjave čelnih ljudi tog udruženja (Matije Bećkovića i Dobrice Ćosića). 

U tom pismu je DHK upozorio na tamošnju (u Srbiji, u Udruženju književnika Srbije) "atmosferu hegemonističke i iredentističke pučističke razornosti popraćene lažima". Radilo se o tome što je Bećković, koji je bio onda predsjednik Uprave UKS izjavio "da su Srbi u Hrvatskoj
ostatak zaklanog naroda", a Dobrica Ćosić je tražio mijenjanje granica, jer "da su Srbi u Hrvatskoj lišeni prava".
Istodobno, ista Uprava DKH je obznanila Izjavu o napadajima na državnost i teritorijalni integritet SRH (kao reakcija na intervjue Dobrice Ćosića i Isakovića u kojemu su doveli u pitanje državno-pravnu opstojnost Hrvatske). U istoj izjavi su se pozvali na povijesne AVNOJ-eve i ZAVNOH-ove odluke i tražili su od Sabora SRH i Predsjedništva SRH da se "nedvosmisleno i odlučno izjasne o navedenim istupima".
Od inih političkih izjava, valja navesti onu od 20. prosinca 1988. u kojoj su se osudili odluku Saveznog vijeća Skupštine SFRJ kojoj je bilo zabranjeno kretanje stranih turista na Visu i Lastovu, (rečenom zabranom je tim otocima bio onemogućen razvitak kroz turizam, kao i izloženost velikosrpskoj kolonizaciji). Istom izjavom su poduprli višanske i lastovljanske zahtjeve.
27. veljače 1989. su se stavili na stranu starotrškim rudarima (vidi rudarski štrajk u Starom Trgu), mahom kosovskim Albancima. U onda danoj izjavi su savjetovali Slobodanu Miloševiću da dâ ostavku.
Također, u studenom 1989. su se stavili na stranu kosovarskih političara protiv kojih su se vodili politički procesi.

## Predsjednici
Društvom su predsjedavali književnici i umjetnici.
- Ivan Trnski (1900. - prvi predsjednik Društva hrvatskih književnika)
- Stjepan Miletić
- Natko Nodilo
- Ksaver Šandor Gjalski (dva puta)
- Nikola Andrić (dva puta)
- Branimir Livadić
- Mihovil Nikolić
- Milutin Cihlar Nehajev
- Milivoj Dežman
- Stjepan Trontl
- Franjo Fancev
- Ilija Jakovljević
- Mile Budak
- Luka Perković (1945. – 1948.) (promjena imena u Društvo književnika Hrvatske)
- Slavko Kolar (1948. – 1952.)
- Ivan Dončević (1952.)
- Petar Šegedin (1953., 1968. – 1970.)
- Mirko Božić (1954., 1959. – 1960.)
- Miroslav Feldman (1955.)
- Vjekoslav Kaleb (1956.)
- Marijan Matković (1957. – 1958.)
- Jure Kaštelan (1961.)
- Dobriša Cesarić (1962.)
- Dragutin Tadijanović (1963.)
- Gustav Krklec (1964., 1974. – 1976.)
- Vlatko Pavletić (1965. – 1968.)
- Ivo Frangeš (1970. – 1972.)
- Jure Franičević-Pločar (1972. – 1974.)
- Josip Barković (1976. – 1977.)
- Milivoj Slaviček (1978. – 1979.)
- Šime Vučetić (1980. – 1981.)
- Pero Budak (1982. – 1984.)
- Marija Peakić-Mikuljan (1985. – 1989.)
- Nedjeljko Fabrio (1989. – 1995.) (1990. - vraćanje imena Društvo hrvatskih književnika)
- Ante Stamać (1995. – 1999.)
- Slavko Mihalić (1999. – 2005.)
- Stjepan Čuić (2005. – 2008.)
- Borben Vladović (2008. – 2011.)
- Božidar Petrač (2011. – 2014. i 2014. – 2017.)
- Đuro Vidmarović (2017. – 2020.)
- Zlatko Krilić (2020.-2023.)
- Hrvojka Mihanović Salopek (od 2023.)

## Vanjske poveznice
- Službena stranica Društva hrvatskih književnika